# Culicoides moucheti
Culicoides moucheti är en tvåvingeart som beskrevs av Cornet och Kremer 1970. Culicoides moucheti ingår i släktet Culicoides och familjen svidknott. Inga underarter finns listade i Catalogue of Life.